# Zastava Bretanje
Zastava Bretanje (bretonski Gwenn-ha-du, u prijevodu bijelo i crno) je zastava francuske regije Bretanje.
Zastavu je kreirao Morvan Marchal 1923. po uzoru na zastave Sjedinjenih Američkih Država i Grčke kao država smatranih simbolima slobode i demokracije.

Devet vodoravnih pruga predstavlja tradicionalnu podjelu Bretanje na pet dijaceza u kojima se govori francuski ili galski (crne pruge) i četiri dijaceze u kojima se govori bretonski (bijele pruge).